# Kościół św. Bartłomieja Apostoła w Paprotni
Kościół Świętego Bartłomieja Apostoła – rzymskokatolicki kościół parafialny należący do dekanatu Suchożebry diecezji siedleckiej.
Jest to świątynia wzniesiona w 1750 roku i ufundowana przez Jakuba Ciecierskiego. Przebudowana została w 1906 roku.

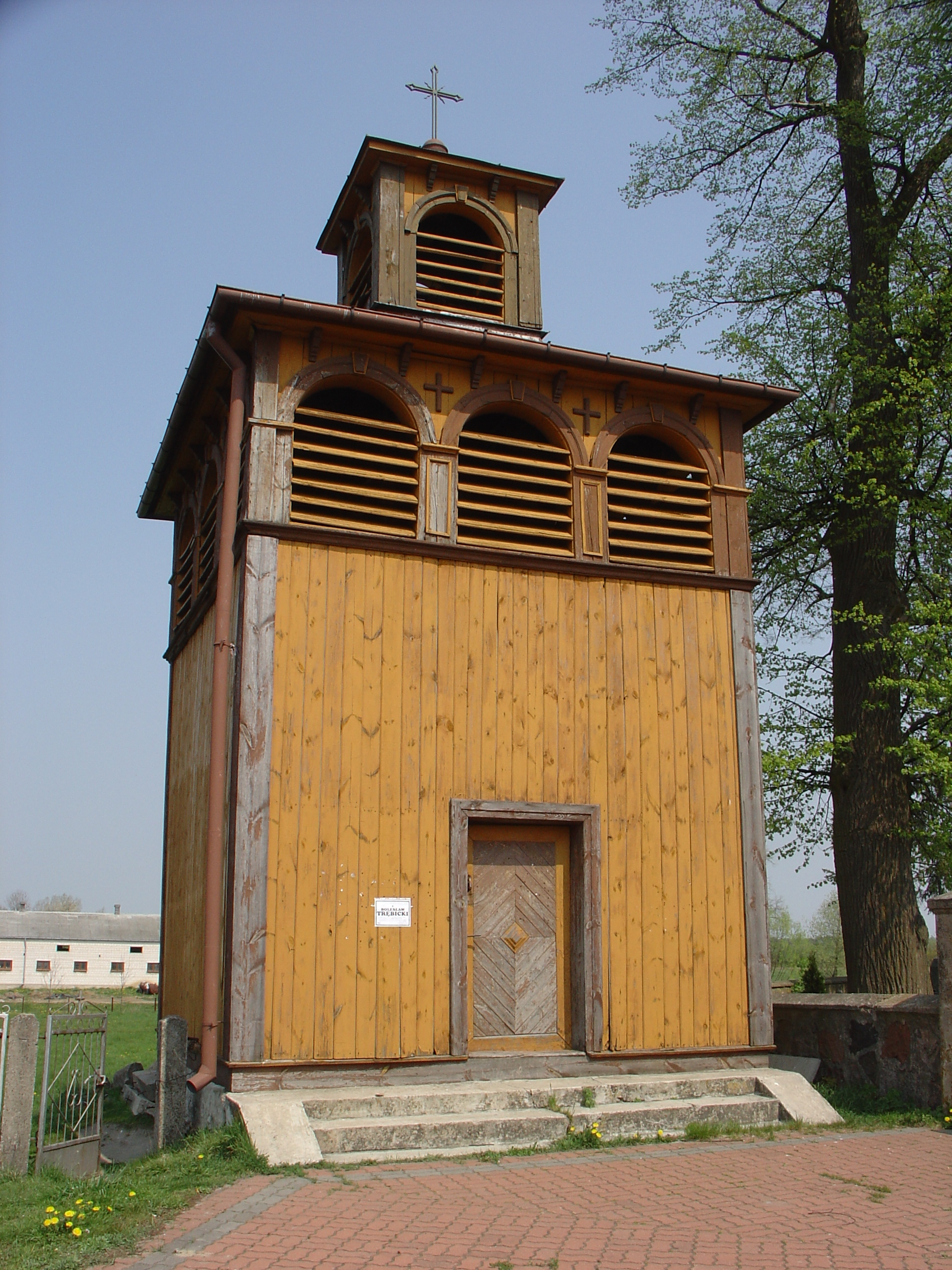
Dzwonnica

Budowla jest drewniana, jednonawowa, posiadająca konstrukcję zrębową. Kościół jest orientowany, wybudowany został na planie krzyża łacińskiego, jego ramiona tworzą boczne do nawy symetryczne kaplice, zamknięte prostokątnie, z kalenicami równymi nawie głównej. Prezbiterium nie jest wyodrębnione z nawy, zamknięte jest prostokątnie i posiada dwie boczne zakrystie. Z przodu znajduje się dwuwieżowa fasada, pośrodku posiada trójkątny szczyt. Wieże są zwieńczone piramidalnymi dachami hełmowymi. Dach świątyni jest jednokalenicowy, pokrywa go blacha, na dachu jest umieszczona sześcioboczna wieżyczka na sygnaturkę. Zwieńcza ją ostrosłupowy dach hełmowy. Wnętrze jest nakryte stropem płaskim. Chór muzyczny posiada wystawkę w części centralnej z neogotyckim prospektem organowym. Organy zostały wykonane w 1880 roku przez Kazimierza Potulskiego. Na stropie jest umieszczona polichromia, w nawie Wniebowzięcie Najświętszej Maryi Panny, natomiast w prezbiterium wizerunki czterech Ewangelistów. Ołtarz główny w stylu neogotyckim powstał na początku XX wieku. Dwa ołtarze boczne w stylu neobarokowym zostały wykonane na początku XX wieku. Ambona w stylu neogotyckim pochodzi z początku XX wieku. W oknach są umieszczone witraże.